# Discografia dei P.O.D.
Questa pagina contiene la discografia dei P.O.D.. Il gruppo ha pubblicato 10 album in studio, 2 album live, 1 raccolta, 2 DVD, 14 singoli, 15 videoclip, e 3 EP.

## Album

### Album in studio
| Titolo                                | Dettagli album                                                                               | Posizione più alta | Posizione più alta | Posizione più alta | Posizione più alta | Posizione più alta | Posizione più alta | Posizione più alta | Posizione più alta | Posizione più alta | Posizione più alta | Certificazione                                                                              |
| Titolo                                | Dettagli album                                                                               | US                 | Christian          | Australia          | Austria            | Francia            | Germania           | Nuova Zelanda      | Svezia             | Svizzera           | UK                 | Certificazione                                                                              |
| ------------------------------------- | -------------------------------------------------------------------------------------------- | ------------------ | ------------------ | ------------------ | ------------------ | ------------------ | ------------------ | ------------------ | ------------------ | ------------------ | ------------------ | ------------------------------------------------------------------------------------------- |
| Snuff the Punk                        | - Pubblicato: 25 gennaio 1994 - Etichetta: Rescue Records - Formati: CD, LP                  | —                  | —                  | —                  | —                  | —                  | —                  | —                  | —                  | —                  | —                  |                                                                                             |
| Brown                                 | - Pubblicato: 8 ottobre 1996 - Etichetta: Rescue Records - Formati: CD, LP                   | —                  | —                  | —                  | —                  | —                  | —                  | —                  | —                  | —                  | —                  |                                                                                             |
| The Fundamental Elements of Southtown | - Pubblicato: 24 agosto 1999 - Etichetta: Atlantic Records - Formati: CD, LP, DD             | 51                 | —                  | —                  | —                  | —                  | —                  | 33                 | —                  | —                  | —                  | - RIAA: PLATINO                                                                             |
| Satellite                             | - Pubblicato: 11 settembre 2001 - Etichetta: Atlantic Records - Formati: CD, LP, DD          | 6                  | 1                  | 19                 | 5                  | 50                 | 5                  | 4                  | 8                  | 11                 | 16                 | - RIAA: 3xPLATINO - ARIA: PLATINO - BPI: ORO - BVMI: ORO - IFPI Svezia: ORO - CRIA: PLATINO |
| Payable on Death                      | - Pubblicato: 4 novembre 2003 - Etichetta: Atlantic Records - Formati: CD, CDs, LP, DD       | 9                  | 1                  | 47                 | 47                 | 109                | 30                 | 34                 | 45                 | 31                 | 162                | - RIAA: ORO                                                                                 |
| Testify                               | - Pubblicato: 24 gennaio 2006 - Etichetta: Atlantic Records - Formati: CD, LP, DD            | 9                  | 1                  | —                  | 57                 | —                  | 54                 | 9                  | —                  | 64                 | —                  |                                                                                             |
| When Angels & Serpents Dance          | - Pubblicato: 8 aprile 2008 - Etichetta: INO Records, Columbia Records - Formati: CD, LP, DD | 9                  | 1                  | —                  | —                  | —                  | —                  | —                  | —                  | —                  | —                  |                                                                                             |
| Murdered Love                         | - Pubblicato: 10 luglio 2012 - Etichetta: Razor & Tie - Formati: CD, LP, DD                  | 17                 | 1                  | —                  | —                  | —                  | —                  | —                  | —                  | —                  | —                  |                                                                                             |
| The Awakening                         | - Pubblicato: 21 agosto 2015 - Etichetta: Universal, T-Boy - Formati: CD, LP, DD             | 75                 | 3                  | —                  | —                  | —                  | —                  | —                  | —                  | —                  | —                  |                                                                                             |
| Circles                               | - Pubblicato: 16 novembre 2018 - Etichetta: Mascot - Formati: CD, LP, DD                     | –                  | 12                 | —                  | —                  | —                  | —                  | —                  | —                  | —                  | —                  |                                                                                             |

### Raccolte
| Anno | Titolo                            | Etichetta     | Posizioni in classifica | Posizioni in classifica | Certificazioni RIAA/Vendite |
| Anno | Titolo                            | Etichetta     | US Billboard 200        | UK Top Albums           | Certificazioni RIAA/Vendite |
| ---- | --------------------------------- | ------------- | ----------------------- | ----------------------- | --------------------------- |
| 2006 | Greatest Hits: The Atlantic Years | Rhino Records | numero 152              |                         | 10,000+                     |

### Album dal vivo
| Anno | Titolo                | Etichetta      | Posizioni in classifica | Posizioni in classifica | Certificazioni RIAA/Vendite |
| Anno | Titolo                | Etichetta      | US Billboard 200        | UK Top Albums           | Certificazioni RIAA/Vendite |
| ---- | --------------------- | -------------- | ----------------------- | ----------------------- | --------------------------- |
| 1997 | Payable on Death Live | Rescue Records |                         |                         |                             |
| 2008 | Rhapsody Originals    | Rhapsody       |                         |                         |                             |

### EP
| Anno | Titolo                    | Etichetta            | Posizioni in classifica | Posizioni in classifica | Certificazioni RIAA/Vendite |
| Anno | Titolo                    | Etichetta            | US Billboard 200        | UK Top Albums           | Certificazioni RIAA/Vendite |
| ---- | ------------------------- | -------------------- | ----------------------- | ----------------------- | --------------------------- |
| 1999 | The Warriors EP           | Tooth & Nail Records |                         |                         |                             |
| 1999 | Limited Edition Bonus EP  | Atlantic Records     |                         |                         |                             |
| 2005 | The Warriors EP, Volume 2 | Atlantic Records     |                         |                         |                             |

## Album video
| Anno | Titolo                           | RIAA | Etichetta        |
| ---- | -------------------------------- | ---- | ---------------- |
| 2002 | Satellite Limited Edition CD/DVD |      | Atlantic Records |
| 2002 | Still Payin' Dues                |      | Atlantic Records |

## Singoli
| Anno | Titolo                          | Posizioni in classifica | Posizioni in classifica | Posizioni in classifica | Posizioni in classifica | Posizioni in classifica | Posizioni in classifica | Posizioni in classifica | Album                                                  |
| Anno | Titolo                          | US                      | US Pop                  | US Main                 | US Mod                  | UK                      | AUS                     | SUI                     | Album                                                  |
| ---- | ------------------------------- | ----------------------- | ----------------------- | ----------------------- | ----------------------- | ----------------------- | ----------------------- | ----------------------- | ------------------------------------------------------ |
| 2000 | "Southtown"                     | —                       | —                       | 31                      | 28                      | —                       | —                       | —                       | The Fundamental Elements of Southtown                  |
| 2000 | "Rock the Party (Off the Hook)" | —                       | —                       | 25                      | 27                      | —                       | —                       | —                       | The Fundamental Elements of Southtown                  |
| 2000 | "School of Hard Knocks"         | —                       | —                       | —                       | 38                      | —                       | —                       | —                       | Little Nicky - Un diavolo a Manhattan (colonna sonora) |
| 2001 | "Alive"                         | 41                      | —                       | 4                       | 2                       | 19                      | 18                      | 51                      | Satellite                                              |
| 2002 | "Youth of the Nation"           | 28                      | 36                      | 6                       | 1                       | 36                      | 17                      | 16                      | Satellite                                              |
| 2002 | "Boom"                          | 123                     | —                       | 21                      | 13                      | —                       | 43                      | —                       | Satellite                                              |
| 2002 | "Satellite"                     | —                       | —                       | 15                      | 21                      | —                       | —                       | —                       | Satellite                                              |
| 2003 | "Sleeping Awake"                | —                       | —                       | 20                      | 14                      | 42                      | 41                      | 30                      | The Matrix Reloaded soundtrack                         |
| 2003 | "Will You"                      | 117                     | —                       | 12                      | 12                      | 68                      | 61                      | 68                      | Payable on Death                                       |
| 2004 | "Change the World"              | —                       | —                       | 32                      | 38                      | —                       | —                       | —                       | Payable on Death                                       |
| 2004 | "Freedom Fighters"              | —                       | —                       | —                       | —                       | —                       | —                       | —                       | Payable on Death                                       |
| 2005 | "Sounds Like War"               | —                       | —                       | —                       | —                       | —                       | —                       | —                       | Testify                                                |
| 2005 | "Goodbye for Now"               | 47                      | 41                      | 17                      | 25                      | —                       | —                       | —                       | Testify                                                |
| 2006 | "Lights Out"                    | —                       | —                       | 30                      | —                       | —                       | —                       | —                       | Testify                                                |
| 2006 | "Going in Blind"                | —                       | —                       | 35                      | —                       | —                       | —                       | —                       | Greatest Hits: The Atlantic Years                      |
| 2008 | "Addicted"                      | —                       | —                       | 30                      | —                       | —                       | —                       | —                       | When Angels & Serpents Dance                           |
| 2008 | "Shine with Me"                 | —                       | —                       | —                       | —                       | —                       | —                       | —                       | When Angels & Serpents Dance                           |
| 2011 | "On Fire"                       | —                       | —                       | —                       | —                       | —                       | —                       | —                       |                                                        |

## Video musicali
| Anno | Titolo                          | Album                                 |
| ---- | ------------------------------- | ------------------------------------- |
| 1996 | "Selah"                         | Brown                                 |
| 1999 | "Southtown"                     | The Fundamental Elements of Southtown |
| 2000 | "Rock the Party (Off the Hook)" | The Fundamental Elements of Southtown |
| 2000 | "School of Hard Knocks"         | ''Little Nicky'' OST                  |
| 2001 | "Alive"                         | Satellite                             |
| 2002 | "Youth of the Nation"           | Satellite                             |
| 2002 | "Boom"                          | Satellite                             |
| 2002 | "Satellite"                     | Satellite                             |
| 2003 | "Sleeping Awake"                | The Matrix Reloaded OST               |
| 2003 | "Will You"                      | Payable on Death                      |
| 2004 | "Change the World"              | Payable on Death                      |
| 2006 | "Goodbye for Now"               | Testify                               |
| 2006 | "Lights Out"                    | Testify                               |
| 2006 | "Going in Blind"                | Greatest Hits: The Atlantic Years     |
| 2008 | "Addicted"                      | When Angels & Serpents Dance          |
| 2011 | "On Fire"                       |                                       |

## Apparizioni in compilation
- 2001 - MTV: TRL Christmas